# أحمد رضا خان
أَبُو حَامِدٍ أَحْمَدُ رِضَا خَانْ الْبَرَيْلْويُّ الْمَاتُريدِيُّ الْحَنَفِيُّ الْقَادِرِيُّ (1272 - 1340هـ/ 1856 - 1921م) هو متكلم وفقيه ومحدث وشاعر وعالم صوفي، ومؤسس مدرسة البريلوية. نسبةً إلى مدينة بَريلي الواقعة شمال الهند وهي مسقط رأسه.
تبنى الشيخ أحمد رضا خان مجموعة من الآراء التي كتب على نطاق واسع دفاعًا عنها، وعُرف بمعارضته للوهابية والحركة الديوبندية وحركة أهل الحديث، وتُعد كتاباته النواة لتأسيس مدرسة البريلوية. المنتشرة في باكستان، والهند، وبنغلاديش، وجنوب أفريقيا، والمملكة المتحدة. ويُقدر أتباعها اليوم بالملايين. كما أسس جماعة رضا مصطفى في 17 ديسمبر 1920م لتوسيع التعليم الديني الخاص بالمدرسة البريلوية.

## بدايته

### اسمه ولقبه
سُمي يوم ولادته بـ «محمد»، وسمّاه جدّه بـ «أحمد رضا» وهو الاسم الذي اشتهر به، وأُختير له اسم «المختار» والذي يوافق السنة الهجرية التي ولد فيها بحسب أعداد الجُمّل، كما استخرج أحمد رضا خان سنةَ ولادته من هذه الآية: ﴿أُولَٰئِكَ كَتَبَ فِي قُلُوبِهِمُ الْإِيمَانَ وَأَيَّدَهُم بِرُوحٍ مِّنْهُ﴾ سورة المجادلة: 22 حيث وجد أنها تُعادل تاريخ ولادته وفق علم الجُمّل  ثمّ بعد ذلك أضاف إلى اسمه لقب «عبد المصطفى» بمعنى الخادم والمملوك، كتعبير منه على شدة حبه للنبي ﷺ.
وقد لُقب بألقاب عدة منها: «أعلى حضرت» وهذا هو اللقب الذي اشتهر به في شبه القارة الهندية من الهند، وباكستان، وبنغلاديش، وكذا في غيرها من البلاد حيث الجاليات الهندية تتمركز بثقافتها الدينية  وفي معنى اللقب يقول كوثر النيازي: «عندما تستخدم كلمة «آں حضرت» في اللغة الأردية يُقصد بها سيدنا ومولانا محمد صلى الله عليه وسلم، أما لقب «أعلى حضرت» فيراد به أحد خدام الجناب النبوي وهو الإمام أحمد رضا. ونجد عند التأمل أن هذه المرتبة لم تُمنح له لحسن ظن أتباعه، إنما هي منحة إلهية، أكرمه الله تعالى بها بسبب فنائه في حب الرسول صلى الله عليه وسلم وبسبب شخصيته الجامعة».

### أسرته
تنحدر أسرتُه من قبيلة «برهيج» الأفغانية الساكنة بإقليم «قَنْدَهارْ» في أفغانستان. انتقل بعضُ أجداده إلى الهند في عصر المغول، ونال منصبًا من الحكومة، وملكَ ضَيعات وقُرى باقية في أولاده إلى الآن، واستمر التوظف إلى عدة أعقاب حتّى رغب بعضُ أجداده عن وظيفة الحكومة إلى الرياضة والمجاهدة والذِكر وكثرة العبادة، وأصبح صنيعُه سُنّةً في أبنائه، وتحوّلت الأسرةُ من منحى الأمراء والأثرياء إلى منهج الزهاد والفقراء.
جدُّه الشيخ رضا علي خانْ (1224 - 1282هـ) كان من كبار العلماء، يقوم بالإفتاء، والإرشاد، والتصنيف، والتدريس، تتلمذ عليه كثيرٌ من أهل بريلي وأثنَوا عليه كثيرًا. وأبوه الشيخ نقي علي خانْ (1246 - 1297هـ) أيضاً كان عالماً شهيرًا صاحب فتاوى وتصانيف جليلة، منها: «الكلام الأوضَح في تفسير سورة ألم نشرح» في نحو خمسمئة صفحةٍ.

### مولده ونشأته
وُلد يوم الاثنين في العاشر من شوّال سنة 1272هـ المصادِف 4 يونيو سنة 1856م ببلدة «بريلي» في الهند، ونشأ في أسرةٍ دينية وبيئةٍ صالحة، ربّاه جدُّه وأبوه، ودرس بعضَ الكتب الابتدائية من الشيخ المِرزا غلام قادِر بيك، ثمَ أتمَّ دراستَه من أبيه، وتخرّج عليه في 14 من شعبان المعظّم سنة 1286هـ أي في سن الثالث عشر من عمره، وعندما تخرّج فوّض إليه أبوه الإفتاءَ، فكان يكتب ويعرض فتاواه على أبيه للتصويب والإصلاح حتى قال له الشيخ بعد سنوات: لا تحتاج الآن إلى العرض، لكنّه استمرّ في صنيعه حتّى توفّي أبوه، وخلال قيامه بالإفتاء، والتصنيف، درس كتاباً من الهيئة وهو «شرح ملخّص الجغميني» على الشيخ عبد العلي الهيئتي الرامْفوري (توفي سنة 1303هـ).

## سيرته

### طلبه للعلم
أخذ من أبيه العلومَ المتداولة، وحصل على كثير من الفنون بدراسته ومطالعته بدون أستاذ، فحذق في الحساب، والهَندسة، والجبر، والمقابلة، واللوغارثمات، والأكر، والجَفر، والتكسير، والمَناظر والمرايا، وعلم المثلَّث الكُروي، والمثلَّث المسطَّح، والزيج، ونحوها مع نبوغه في العلوم الدِينية والأدبيّة. وله مصنَّفات في كلّ فنّ وأوجد كثيرًا من القواعد والمبادئ في مختلف الفنون.
ابتكر عشر قواعد لمعرفة جهة القبلة من أيّ جزءٍ من الأرض، وقال: قواعدُنا في غاية الصحّة حتّى لو أُزِيلت الحجبُ لتجلّت الكعبةُ بمرأى من العيون بعد الاستخراج السّديد من هذه الأصول، وقد نقل تلك القواعدَ تلميذُه العلّامة ظفر الدّين أحمد البِهاري في كتابه «توضيح التوقيت».
أمّا الفقهُ والكلام والعلوم الدِينية، فقد اشتهر نبُوغه فيها، وبلغ صيتُه الآفاق، واعترف به الأعداءُ والأصدقاء.

### شيوخه
المدرسة الأُولى لتربيته وتعلّمه كانت بين يدَي أبيه وجده، وإضافةً إلى هؤلاء فقد استفاد من غيرهم من المشايخ والعلماء مثل:
من علماء الهند:
- جده المفتي رضا علي خان الأفغاني (توفي سنة 1282هـ).
- والده المفتي نقي علي خان القادري (توفي سنة 1297هـ).
- الشيخ مِرزا غلام قادر بيك (توفي سنة 1336هـ).
- شيخه في الطريقة السيّد آل الرّسول الأحمدي المارَهْرَوِي (توفي سنة 1296هـ).
- حفيد شيخه السيّد أبو الحسين أحمد النُّوري (توفي سنة 1324هـ).
- الشيخ عبد العلي الرّامْفوري (توفي سنة 1303هـ).

من علماء العرب:
- مفتي الشافعية الشيخ أحمد زَيني دَحلان المكّي (توفي سنة 1304هـ).
- مفتي الحنفية بمكة الشيخ عبد الرّحمن سراج المكّي (توفي سنى 1314هـ).
- الشيخ حسين بن صالح جَمل اللَّيل المكّي (توفي سنة 1305هـ).[22]

### تلاميذه والمجازين منه
قد تخرج على يديّ أحمد رضا خان الفقهاء، والمحدثون، والدعاة، والمفكرون، من أمثال ابنه الأكبر الشيخ حامد رضا خان المُلقب بـ "حجة الإسلام"، وابنه الأصغر الشيخ مصطفى رضا خان المُلقب بـ "مفتي الهند الأعظم"، والمفتي أمجد علي الأعظمي المُلقب بـ "صدر الشريعة"، والشيخ محمد الكشوشوي المُلقب بـ "محدث الهند الأعظم"، والداعية الشيخ عبد العليم الصديقي المُلقب بـ "مبلغ الإسلام" وغيرهم كثيرون.
هذا ويُذكر في تلامذته بعض الأعلام العرب الذين تلمذوا على يده، وأخذوا منه الإجازة من أمثال الشيخ عبد الحي بن عبد الله الكتاني، والشيخ أحمد الخضراوي المكي، والشيخ السيد محمد سعيد المدني، والشيخ عبد القادر الكردي، وغيرهم.

### زيارته للحرمين الشريفين
حج أوّلَ مرة عام 1295هـ مع والده، فلمّا رآه في المطاف إمامُ الشافعيّة بالمسجد الحرام الشيخ حسين بن صالح جَمل اللَّيل ابتدر بإبداء شعوره قائلاً: «واللهِ! إنّي لأرى نورَ الله من هذا الجبِين»  فطلب منه أن ينقلَ رسالتَه في مناسك الحجّ «الجوهرة المضيئة» إلى اللُّغة الأرديّة، نقلها أحمد رضا ثمّ شرحها خلال يومين فسمّاها بـ «النيّرة الوضيّة»، وعلّق عليها فسمّاها بـ «الطرّة الرضيّة على النيّرة الوضيّة». وفي هذه الزيارة نال أحمد رضا الإجازاتِ في العلوم من السيّد المحدِّث الشيخ أحمد زَيني دَحلان الشّافعي، والشيخ عبد الرّحمن سراج المكّي مفتي الحنفيّة.
وثمّ حجّ ثانيةً عام 1323هـ فأعظمه علماءُ الحرمَين الشّريفَين وأكرموه واستجازوا منه في الحديث والفقه والعلوم والفنون وطُرق الصّوفية، واستفتاه بعضُهم حولَ مسائل ذات أهميّةٍ فأجاب عنها، منها علم المغيبات للنبيّ المصطفى ﷺ، ومسائل الأوراق النَقديّة فألّف رسالتَين في هاتَين المسألتَين، أوّلهما: "الدَّولة المكّيّة بالمادّة الغيبيّة"، وثانيهما: "كِفل الفقيه الفاهِم في أحكام قِرطاس الدَّراهم"، ألّفهما بدون مراجَعة إلى الكُتب في "مكّة المكرّمة"؛ لأنّه كان مسافرًا بعيدًا عن كتبه.

## مصنفاته
قد كتب في نيف وخمسين فنًّا، وقيل بلغتْ مؤلَّفاتُه أكثر من ألف كتاب، ما بين مؤلفات ضخمة ورسائل صغيرة  وقد يكون في هذا القول نوع من المبالغة إلا أن الذي لا بأس في جزمه هو أنه معروف بكثرة التأليف، وأكثر من ثلاثمائة كتاب من مؤلفاته متداول في الهند وباكستان وبنغلاديش، ولُقِّب بـ: "السيوطي الثاني" في شبه القارة الهندية  ومن أشهر مؤلفاته:
1. "العطايا النبوية في الفتاوى الرضوية" في اثنَي عشر مجلَّداً (وطباعة حديثة بـ ٣٠ مجلَّداً)، كلُّ مجلّدٍ يتجاوز خمسمئة صفحةٍ كبيرة، ويقارب ألف صفحة.
2. "جدّ الممتار على ردّ المحتار" لابن عابدين الشّامي، (۷ مجلَّدات).
3. "الصمصام على مشكِك في آية علوم الأرحام" في الردّ على النصاری.
4. "کَیفر کردار آریه" في الردّ على الهنادِك.
5. "فتاوى الحرمَين برَجف ندوة المين".
6. "الدَّولة المكيّة بالمادّة الغَيبية" في إثبات علم المغَيّبات للأنبياء.
7. "الفيوضات الملَكيّة لمحب الدَّولة المكيّة".
8. "إكمال الطامّة على شركٍ سُوّيَ بالأمور العامّة".
9. "الزُّبدة الزكيّة في تحريم سجُود التحية"، قدّم فيها أربعين حديثًا، ومئة وخمسين نصًّا من كتب الفقه على حرمة سجود التعظيم لأحدٍ من الخلق.
10. "جُمل النُّور في نهي النِّساء عن القبور".
11. "مُروج النَّجا لخروج النِّساء".
12. "جلّي الصَّوت لنهي الدَّعوة أمامَ الموت".
13. "اعتقادُ الأحباب في الجميل والمصطفى والآل والأصحاب".
14. "منير العَين في حكم تقبيل الإبهَامين"، إضافةً إلى نفس المسألة فالكتاب يشتمل على بُحوث وتحقيقاتٍ في علم الحديث.
15. "حياة الموات في بيان سماع الأموات".

وله حواشٍ وتعليقاتٍ على كتب التفسير والحديث والفقه والسيرة وغيرها من العلوم والفنون. وأغلب مصنفاته كان يختار لها أسماء مُسجعة دالة على عام تأليفها بحساب الجمل.

## مذهبه ومعتقداته
هو سني ماتريدي، حنفي المذهب، قادري الطريقة، بايعَ على يد الشيخ آل الرّسول المارَهْرَوي سنة 1294هـ، ونالَ منه الإجازةَ والخلافةَ في السلاسل كلِّها، وإجازةَ الحديث وغيره أيضًا، وكان شيخُه من تلامذة الشيخ عبد العزيز المحدِّث الدهلوي صاحب «تحفة الاثنا عشرية» وغيرها من التصانيف، وكان يرى الاعتصام بالكتاب والسنّة، وسلَف الأمّة، وضرورة اتّباع النبي والصّحابة والأئمّة.

### التوحيد
يقول أحمد رضا خان: «لا إله إلا الله محمد رسول الله، الله أحد، لا معبود إلا هو، ومحمد ﷺ رسوله الصادق آمنت به، وديني هو دين المسلمين، وكل معبود سوى الله تعالى باطل، لا عبادة لغير الله، المحيي هو الله الواحد، والمميت هو الله الأحد، والممطر هو الله الفرد، والرزاق هو الله الأحد، الإسلام هو دين الحق والأديان كلها غير الإسلام باطلة»  ويقول: 
وهو الذي يشفى المريض، ويزيل الألام، ويعطى الرزق، ويقدر على خلق ذلك، وأما الشفاء بيد الطبيب، وإعطاء الملك الرزق، والأسباب الأخرى الظاهرة والخفية كالدعاء وتصرفات الأنبياء وأعمال الأولياء إنما تعدو سببًا، وعلى هذا يطلق على الطبيب شافي الأمراض، وعلى الملك معطى الرزق، وعلى النبي مزيل الهموم.
إنه تعالى حكيم في كل ما يفعل، ومن هنا تصدر منه تلك الصفات والأفعال المذكورة من وراء الأسباب، ومن المعلوم أن هناك أشياء كثيرة تتعلق بصفات الله تعالى القديمة كوسائل الكسب وتدبيرات الأمور، وشفاء الأمراض، وإعطاء الرزق ..
كما أننا لا نشك في أن تصرفات الأنبياء ودعاء الأولياء وكلام المقربين مظهر من المظاهر الربانية، و منحة من المنح الإلهية، وهو ثابت عن طريق الشرع والكشف، ومن هنا يحكم بالكفر على من اعتبر الأسباب والوسائط المحضة بعيدًا عن القدرة الإلهية راميًا الفاعل الحقيقي وراء عرض الحائط. وكذلك يكفر من خص القدرة الإلهية لبعض الأسباب دون البعض. كما أن نفي الأسباب بأسرها يدفعنا إلى القول بإبطال الحكمة للقديم، ونفض اليد عن السعادة الدينية والدنيوية، ومن كمال الإيمان أننا نعترف السبب الظاهر و الخفى بأنه واسطة لظهور الصفات الإلهية حتى لا نضيع فرصة الإستفادة منه.

### الكلام الإلهي
بالرغم كونه ماتريدي العقيدة إلا أنه يرى إبطال تقسيم الكلام الإلهي إلى نفسي ولفظي، فيقول: «والحق عندنا أن التنويع إلى النفسي واللفظي إنما مال إليه المتأخرون إفحامًا للمعتزلة وإفهامًا للعقول السافلة، كما اختاروا في المتشابهات مسلك التأويل، وإنما المذهب ما عليه أئمة السلف أن كلام الله تعالى واحد لا تعدد فيه أصلاً، لم ينفصل ولن ينفصل عن الرحمن، ولم يَحِل في قلبٍ ولا لسان، ولا أوراق ولا آذان، ومع ذلك ليس المحفوظ في صدورنا إلا هو، ولا المتلو بأفواهنا إلا هو، ولا المكتوب في مصاحفنا إلا هو، ولا المسموع بأسماعنا إلا هو، لا يحل لأحد أن يقول بحدوث المحفوظ المتلو المكتوب المسموع، إنما الحادث نحن وحفظنا، وألسنتنا، وتلاوتنا، وأيدينا، وكتابتنا، وآذاننا، وسماعتنا، والقرآن القديم القائم بذاته تعالى هو المتجلي على قلوبنا بكسوة المفهوم، وألسنتنا بصورة المنطوق، ومصاحفنا بلباس المنقوش، وآذاننا بزيِّ المسموع، فهو المفهوم المنطوق المنقوش المسموع لا شيء آخر غيره دالاً عليه. وذلك من دون أن يكون له انفصال عن الله سبحانه وتعالى، أو اتصال بالحوادث أو حلول في شيء مما ذكر، وكيف يحلّ القديم في الحادث، ولا وجود للحادث مع القديم؛ إنما الوجود للقديم وللحادث منه إضافة لتكريم، ومعلوم أن تعدد التجلي لا يقتضي تعدد المتجلي … عرف هذا من عرف، ومن لم يقدر على فهمه فعليه أن يؤمن به كما يؤمن بالله وسائر صفاته من دون إدراك الكنه».

### آيات وأحاديث الصفات
يرى أحمد رضا خان تفويض آيات وأحاديث الصفات فيقول: «أقول: يجب عليك هنا التنبه لدقيقة وهو أن الإجراء على الظاهر قد يُطلق ويُراد به الظاهر المفهوم لنا، المتبادر إلى أذهاننا حسب ما نعهده فينا وفي أمثالنا من يد وإصبع من لحم وعظم، ذواتي طول وعرض وعمق وتجزٍّ وتركب، ونزول بحركة من فوق لتحت وانتقال من حيز إلى حيز، وهذا ما أجمع على نفيه أهل السنة والجماعة قديمًا وحديثًا، وقد يطلق ويراد به ترك التأويل أي نُجرى النص على ظاهره ونؤمن بأن له تعالى يدًا تليق به كما يعطيه النص، ولا نقول أن اليد بمعنى القدرة كما يختاره أهل التأويل، ولكن نؤمن أن يده تعالى متعالية عن الجسمية والتركيب ومشابهة الخلق، وعن أن يحيط بها عقل أو وهم، بل هي صفة من صفاته القديمة القائمة بذاته الكريمة لا علم لنا بمعناها، وهذا هو مسلك الأئمة المتقدمين، وهو المختار المعتمد الحق المبين، وهو معنى ما يُقال من الجمع بين التشبيه والتنزيه، فالتنزيه حقيقةً والتشبيه لفظًا، وذلك قوله تعالى: ﴿لَيْسَ كَمِثْلِهِ شَيْءٌ﴾ سورة الشورى: 11 فقد نزه معنىً، ثم قال: ﴿وَهُوَ السَّمِيعُ الْبَصِيرُ﴾ سورة الشورى: 11 فشبه لفظًا، وذلك أن لا اشتراك بين شيء من صفاته وصفات خلقه إلا في الاسم، ولله المثل الأعلى، ولقد اشتدت وكبرت في عصرنا مزلة بعض من يدعي البلوغ مبلغ الرجال، ويُدْعى في العوام من أهل الكمال، فادعى "أن الإجراء على الظاهر بالمعنى الأول، وهو الحق من المقال، وبه تقول أئمة السلف" والعياذ بالله ذي الجلال، فلا والله ما هو إلا ضلال أي ضلال، نستجير بذيل رحمة ربنا من المهداوي والمزال، والحمد لله المتعال».
ويقول كذلك: «لا تسمح - ولن تسمح - الشريعة الإسلامية أبدًا لأحد أن يتفوه على الصفات التي ورد ذكرها في القرآن الكريم كالاستواء على العرش والضحك والوجه واليد، كما أنها اغلقت أبواب التكلم في الصفات الثمانية التالية: السمع والبصر والعلم والإرادة والكلام والقدرة والحياة والتكوين، وإنما معانيها الحقيقية نفوضها إلى الله تعالى ونؤمن في مثل هذا بـ ﴿لَيْسَ كَمِثْلِهِ شَيْءٌ﴾. لا يستطيع أحد من الأولياء أو الأنبياء الوصول إلى إدراك الكُنه الإلهي، وإنما يتشرفون في الدنيا - طبقًا لمدراجهم - بالتجليات الذاتية والصفاتية. ومما لا شك فيه أن أصحاب الجنة يتشرفون برؤية الله تعالى في الجنة بلا كيف وبلا جهة».

### القضاء والقدر
يرى في القضاء والقدر أنه ينبغي الإمساك عنها وعدم الخوض فيها، فيقول: «إيماني ولله الحمد ما ثبت بالقرآن وأجمع عليه الفريقان، وشهدت به البداهة وأدى إليه البرهان، أن لا جبر ولا تفويض ولكن أمر بين أمرين والفرق بين حركتي البطشة والرعشة والصعود والهبوط والوثوب والسقوط. يشهد به الوجدان، لا يجله صبي ولا حيوان، وليس للعبد من الخلق شيء جملة واحدة، وما يحس في نفسه من قدرة وإرادة و اختبار فإنما خلقها الله تعالى فيه، ما كان لهم الخيرة ولا قدرة أو إرادة يستبدون بها، ﴿وَمَا تَشَاءُونَ إِلَّا أَن يَشَاءَ اللَّهُ﴾ سورة الإنسان: 30، ما شاء الله كان ولو اجتمع على دفعه العالمون، وما لم يشأ لم يكن ولو اجتهد لإيقاعه الأولون والأخرون، ﴿وَاللَّهُ خَلَقَكُمْ وَمَا تَعْمَلُونَ﴾ سورة الصافات: 96، يُثَبِّتْ من شاء والثواب فضله، ويعذب من شاء والعذاب عدله، وما ظلمهم الله ولكن كانوا هم الظالمين، جزاءً بما كانوا يكسبون، فالتكليف حق، والجزاء حق، والحُكم عدل، والاعتراض كفر، والاستبداد ضلال، والتحجر جنون فنون، ولا حجة لأحد على الله مهما فعل ولله الحجة البالغة، ﴿لَا يُسْأَلُ عَمَّا يَفْعَلُ وَهُمْ يُسْأَلُونَ﴾ سورة الأنبياء: 23، فهذا إيماننا ولا نزيد عليه. وإن سُئلنا عما ورائه قلنا لا ندري ولا كُلفنا به، ولا نخوض مجرًا لا نقدر على سباحته، ونسأل الله الثبات على دين الحق وسذاجته، والحمد لله رب العالمين».
ويقول: 
واجب الوجود هو خالق القدر خيره وشره، فقد قدر كل ما يظهر في حياتنا اليومية ولكنه لا يحب ولا يرضى إلا عن الخير، ولا يُلتفت إلى من يقول إن العبد قد أصح مجبورًا بما قُدِّر له في الأزل وذلك فإنه تعالى جعله مخيرًا بما هداه إلى طريق الخير والشر، وهنا نستطيع أن نرى الفرق بين الإنسان المخير والحجر والشجر فاقدي الإرادة.
وما يرتكب العباد يطلق عليه الكسب في مصطلحات القوم، وبناء على هذا يستحقون العقاب والثواب في الآخرة. 
وقد أوقفتنا الشريعة الإسلامية عن البحث والخوض في قضية القدر والجبر والإيمان بما فيه واجب، وأما الإنكار لهذه القضية يسبب إلى تكفير المنكر ويؤدى إلى الخروج عن الإيمان، إنه تعالى أحد صمد ليس عليه إيفاء شيء ما، إلا أنه يوفى الوعد بفضله، ولكل فعل له حكمة خالية عن الأغراض النفسية والهوى الذاتي، ولا يجب عليه شيء وهو منزه عن القبح والظلم والسفه والعبث، ويشرح صدور المؤمنين بفضله ويوفقهم إلى الأعمال والإحسان، ويمنح الكافرين العقل والحواس بعدله، ويوضح لهم أسرار إرسال الرسل إليهم ويحرمهم عن توفيق الوصول إلى الإيمان.
يجب على كل مؤمن أن يعتقد بالصور الستة الآتية للعدل والفضل: 
1. أنّ الواجب ليس بظلام لأحد. 
2. لا ينقص شيء ما من أعمال العبد الحسنة. 
3. لا يعذب أحدًا إلا من ارتكب المعصية. 
4. يوفر الأجر للمسلمين - من فضله - إن امتحنهم أو أوقعهم في المحن.
5. لا يجبر أحدًا على طاعة أو معصية.
6. لا يكلف نفسًا إلا بما في وسعها. 

### اعتقاده في النبي
يقول الباحث سيد رحمة الله القادري الأزهري ملخصُا عقيدته بشأن الرسالة المحمدية: 
ثانيًا: إنه كان يرى أن الله تعالى أكرم نبينا بمنزلة سامية لم يحظ بها أحد من قبله من الأنبياء والمرسلين فكان يرى إبراز عظمة النبي صلى الله عليه وسلم واجبًا دينيًا فكتب في هذا الخصوص الكثير من مؤلفاته منها (تجلى اليقين بأن نبينا سيد المرسلين).
ثالثاً: كان يرى أن النبي صلى الله عليه وسلم رسول الله إلى الخلق ووسيلة المخلوق إلى الخالق فإننا نتوسل ونستغيث به إلى الله تعالى في قضاء الحوائج، كما توسلنا به في معرفة وحدانية الله تعالى وأوامره ونواهيه …
رابعاً: كان الإمام أحمد رضا خان يرى أنّ رسول الله صلى الله عليه وسلم بشر وعبد الله تعالى وقال في هذا الصدد: «من أنكر بشرية الرسول صلى الله عليه وسلم فهو كافر، قال الله تعالى: ﴿قُلۡ سُبۡحَانَ رَبِّی هَلۡ كُنتُ إِلَّا بَشَرࣰا رَّسُولࣰا﴾ سورة الإسراء: 93».

## مواقفه

### موقفه من حركة الاستقلال الهندية
على عكس الزعماء المسلمين الآخرين في المنطقة في ذلك الوقت، عارض خان وحركته حركة الاستقلال الهندية تحت قيادة المهاتما غاندي. وأعلن أحمد رضا خان أن الهند هي دار الإسلام وأن المسلمين يتمتعون بالحرية الدينية هناك. وبحسب قوله فإن العلماء المسلمين الذين طالبوا بالجهاد ضد البريطانيين أرادوا فقط الاستفادة من الأحكام التي تسمح للمسلمين الذين يعيشون تحت الحكم غير الإسلامي بتحصيل الفائدة من المعاملات التجارية ولم تكن لديهم رغبة في الجهاد أو الهجرة. ولذلك عارض وصف الهند البريطانية بأنها دار حرب، وهو ما يعني أن إعلان الجهاد ضد البريطانيين في الهند والهجرة منها أمر غير مقبول، لأن ذلك من شأنه أن يسبب كارثة للمجتمع. كانت وجهة نظر خان مماثلة لوجهة آخرون سيد أحمد خان وعبيد الله العبيدي السهروردي.

### معارضته للديوبندية
يُعرف أحمد رضا خان بعدائه مع الديوبنديين، وعندما زار مكة والمدينة للحج في عام 1905م، أعد رسالة من كتابه «المعتمد» وصف فيه زعماء ديوبنديين مثل أشرف علي التهانوي، ورشيد أحمد الكنكوهي، وقاسم النانوتوي، ومن تبعهم بالكفار. وجمع الآراء العلمية في الحجاز ووضعها في كتاب باللغة العربية بعنوان «حسام الحرمين».  بينما يرى الديوبنديون أن الأدلة المقدمة للعلماء في الجزيرة العربية كانت ملفقة وأن تكفير أحمد رضا خان لهم كان ظالمًا، وهذا أدى إلى سلسلة متبادلة من الفتاوى بين البريلوية والديوبندية والتي استمرت حتى يومنا هذا.
ويقول: «التعامل مع الديوبنديين في حياتهم ومماتهم كمعاملة المسلمين حرام، حتى استخدامهم بالأجرة أو خدمتهم بالأجرة حرام، ويجب التباعد عنهم»«وحرام أن يعطى لهم لحم الأضحية» :يقول«إن كان هناك اجتماع للهندوس والنصارى والقاديانية والديوبنديين فينبغي أن يركز الرد على الديوبنديين فقط لأنهم خرجوا عن الإسلام وارتدوا عنه، فالوفاق مع الكفار أولى من الاتفاق مع المرتدين»«وإن كتب الديوبنديين أنجس من الكتب المختلفة للهندوس، وأما الشك في كفر أشرف علي الديوبندي والشبهة في عذابه فهو كفر أيضا وأما الاستنجاء بها» أي بكتب الديوبنديين«فلا يجوز لا لتعظيم كتبهم، بل لتعظيم الحروف التي كتبت بها» وأما الندويون «أي تلامذة دار العلوم ندوة العلماء وأساتذتها والمتعلقين بها والقائمين عليها». فقال البريلوي نفسه: إن الندوة هي الشركة المبيرة "أي المهلكة" وكلهم يروحون إلى الجحيم".

### معارضته للوهابية
كان مُعارضاً للحركة النجدية أو الدعوة الوهابية وكفرها وكفر أتباعها وكفر كل من يرفض قدسية القبور واتهمهُم بإنهم وهابيونـ وأعلن أحمد رضا خان ما وصفهم بـ "الوهابيين" كفارًا وجمع فتاوى عديدة من علماء مختلفين ضد الحركة الوهابية التي أسسها محمد بن عبد الوهاب، تمامًا كما فعل مع الديوبنديين. وحتى يومنا هذا، ظل أتباع خان يعارضون الحركة الوهابية ومعتقداتها. 

### موقفه من القاديانية
القاديانية هي حركة دينية أسسها ميرزا غلام أحمد القادياني الذي ادعى أنه المهدي المُنتظَر والمسيح الموعود المتوقع ظهوره من قبل المسلمين في نهاية الزمان. أنكر أن الرسول ﷺ هو آخر الأنبياء وزعم أنه نبي الأمة.  وقد حكم أحمد رضا خان عليه وعلى أتباعه بالكفر والردة  وألف عدة رسائل في رد القاديانية، منها ما يلي:
1. المبين ختم النبيين.
2. السُّوء والعقاب على المسيح الكذّاب.
3. قَهر الديّان على مُرتد بقاديان.
4. جزاء الله عدوه بآبائه ختم النبوة.
5. الجراز الدياني على المُرتد القادياني، وهو آخر تأليف له، صنفه قبل وفاته بأيام.

وابنه الشيخ حامد رضا البريلوي صنّف كتابًا على حياة المسيح عليه السلام باسم: «الصارم الرباني على إسراف القادياني».

### موقفه من الشيعة
صنف الشيخ أحمد رضا البريلوي أكثر من عشرين كتابًا في الرد على الشيعة والروافض، وهذه أسماء بعضهم:
1. ردّ الرَّفَضة (1320هـ).
2. الأدلّة الطاعنة في أذان الملَاعنة (1316هـ).
3. أعالي الإفادة في تعزية الهند وبيان الشهادة (1321هـ).
4. مطلع القمرين بإبانة سبقة العمرين (1297هـ).
5. ذب الأهواء الواهية في باب الأمير معاوية (1312هـ).
6. لمعة الشمعة لهدي شيعة الشنعة (1312هـ).[54]

وهذا نصه في حق الروافض: «الرّافضي إن فضّل أميرَ المؤمنين عليّاً على الشيخين - رضي الله تعالى عنهم - فمبتدعٌ، كما في "الخلاصة"، و"الهنديّة" وغيرِهما، وإن أنكَر إمامتَهما أو أحدِهما فكفّره الفقهاءُ، وبدّعه المتكلِّمون، وهو الأحوَط، وإن زعم بالبدء على الله تعالى، أو أنّ القرآنَ الموجودَ ناقصٌ حرّفه الصّحابةُ أو غيرُهم، أو أنّ أميرَ المؤمنين أو غيرَه من الأئمّة الطاهرِين، أفضلُ عند الله من الأنبياء السّابقين - صلّى الله تعالى عليهم وسلّم أجمعين -، كما تفصّح به رَفَضةُ بلادِنا، ونصَّ عليه مجتهدُهم في عصرِنا، فهو كافرٌ قطعاً، وحكمُه حكمُ المرتدِّين، كما في "الهنديّة" عن "الظهيريّة"، وفي "الحديقة النَّدية" وغيرِها من الكتب الفقهيّة، وقد فصّلنا القولَ في ذلك في رسالتِنا: "المقالةُ المسفِرة عن أحكام البدعة المكفِرة"».

## الانتقادات
يرى معارضيه أنه قد نشر في شبه القارة الهندية الكثير من المُعتقدات والشعائر التي تُعد بدعاً مثل نسب علم ِ الغيبِ كاملاً للنبي محمد وأن لا شيء يخفى عليه وأنه حيٌّ لم يمت وأنه مُتحكمٌ بِالكون ونائبٌ لله عليه وأيضاً حّثَ أتباعه على زيارة القبور وبناء الأضرحة عليها والتبرك بِها والطواف حولها والتوسل بالأموات 

## وفاته وأولاده
توفي الشيخ في 25 من صفر المظفّر سنة 1340هـ المصادِف 28 أكتوبر سنة 1921م يوم الجمعة المبارك.
خلفه نجلَه الأكبر الشيخ حامد رضا خانْ القادري (توفي سنة 1362هـ) ثمّ نجلَه الأصغر الشيخ مصطفى رضا القادري (توفي سنة 1402هـ) وقد احتذيا حذوَ أبيهما في خدمة الدين والعلم، والقيام بالإفتاء والإرشاد، والذبّ عن الأمة المسلمة.

## زيارة ضريحه
في كل سنة يزور قبره وقبر ابنه حامد رضا خان آلاف المسلمين حيثُ يحضرون عرس ابنه ويقدمون التحية  ويتبركون بِقبره الذي بُني فوقه ضريح كبير ويحتفلون ويتناولون الحلويات وينشدون الأغاني الدينية ويقرؤون القرآن ويتلونه عند قبره وقبر ابنه حامد ويَستغيثون بِه ويطلبون منه الشَفاعَّة، وعادةً أغلب من يزور ضريحه يكونون مِن الهند وباكستان وأفغانستان وماليزيا وسنغافورة وأندونيسيا والمملكة المتحدة وقليلاً من أهل شمال أفريقيا من مصر والمغرب العربي [بحاجة لمصدر].

## شعره
كان يقرض الشعرَ بالعربية والفارسيّة والأوردية، وله ديوانُ شعر في مجلّدَين يسمّى «حدائق بخشش»، عُني به أدباء الهند وباكستان وشعراءُهما وكتبوا حولَه كثيرًا من بحوث ومقالات، يحتوي على حمد الله تعالى، ومدح رسولِه - عليه الصلاة والتسليم -، ومناقب أوليائه، ومثالب أعداءه.
وقد كان شعرُه العربي منثورًا في الكتب حتّى عُني به أحدُ علماء الأزهر الشّريف، وهو حازِم محمد أحمد عبد الرحيم المحفوظ، خلال زيارته باكستان، بمساعدة الشيخ عبد الحكيم شرف القادري، فجمع نحو ثماني مئة بيتٍ أو أكثر، وحقّقه وعلّقَ عليه وقدّم له وذكر المراجع، وقد انتشرت هذه المجموعةُ من مؤسَّسة "تحقيقات رضا" بكراتشي باکستان، سمْاها «بساتين الغُفران». ثم صنّف الأستاذُ حازِم كتابًا حولَ سيرته والدراسات الرضوية الجارية في الجامعات العربية، وسمّاه «الإمام الأكبر المجدِّد أحمد رضا خانْ والعالَم العربي»، وقد انتشر هذا الكتابُ أيضًا من تلك المؤسَّسة.
ومن قصائده العربية الشهيرة قصيدته المعروفة باسم: "القصيدة الحمدية" والتي يتضح من خلالها بعض معالم فكره وعقيدته، يقول فيها:
وقد ذكر أن هذه الأشعار نظمها في ربيع الآخر سنة 1300هـ ثم وصف ما لاقته من شهرة بقوله: «فرأيت الإجابة فوق العادة، وفوق المطلب والإرادة، سريعًا في الساعة، ولله الحمد أبدًا».